# 1857 Parchomenko
1857 Parchomenko (1971 QS1) là một tiểu hành tinh vành đai chính được phát hiện ngày 30 tháng 8 năm 1971 bởi T. Smirnova ở Nauchnyj.